# 1310.
1310. je drugo desetletje v 14. stoletju med letoma 1310 in 1319. 